# Copaxa lavendera
Copaxa lavendera är en fjärilsart som beskrevs av John Obadiah Westwood 1853. Copaxa lavendera ingår i släktet Copaxa och familjen påfågelsspinnare. Inga underarter finns listade i Catalogue of Life.

## Bildgalleri

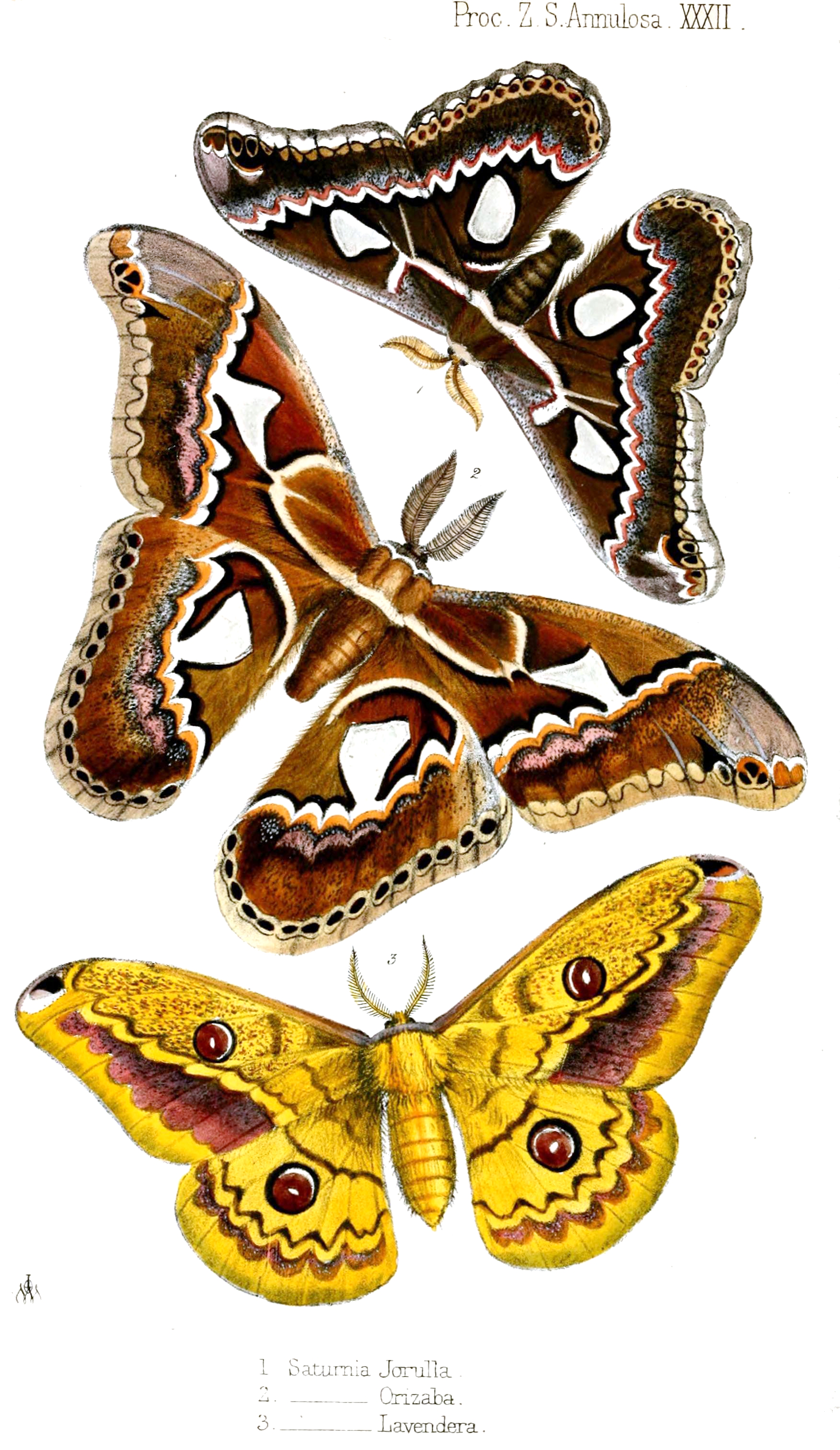